# Анадимб Єлизавета Ісаївна
Єлизавета Ісаївна Анадимб (нар. 18 вересня 1951) — українська радянська діячка, новатор сільськогосподарського виробництва, бригадир ферми колгоспу «60 років Великого Жовтня» Новоселицького району Чернівецької області. Член Ревізійної комісії КПУ в 1981—1986 роках. Член ЦК КПУ в 1986—1990 роках.

## Біографія
Новатор сільськогосподарського виробництва. У 1970—80-х роках — бригадир ферми з вирощування молодняка великої рогатої худоби колгоспу «60 років Великого Жовтня» села Балківці Новоселицького району Чернівецької області.
Член КПРС з 1975 року.
Делегат XXVI (1981) та XXVII (1986) з'їздів Комуністичної партії України.
Потім — на пенсії у селі Несвоя Новоселицького району Чернівецької області.

## Нагороди
- ордени
- медалі